# Mauro Meconi
Mauro Meconi (Roma, 14 settembre 1980) è un attore italiano.

## Biografia
Debutta nel 1999 sia nel cinema con il film La prima volta, regia di Massimo Martella, che in televisione nella serie tv Caro domani, regia di Mariantonia Avati. Nel 2001 gira il film (uscito nelle sale nel 2004) Fate come noi, per la regia di Francesco Apolloni.
Nel 2004 diventa noto grazie al ruolo di Pollo nel film Tre metri sopra il cielo, diretto da Luca Lucini; nello stesso anno debutta in teatro nella commedia Santa Maria del pallone, con la regia di Pietro Bontempo. L'anno successivo si diploma presso la Nuova Università del Cinema e della Televisione.
Nel 2006 gira da regista il corto Violent Loop, vincitore del premio come miglior cortometraggio al Roma Independent Film Fest (2007). Sempre nello stesso anno interpreta il ruolo di Furio Fortini nella serie tv di Rai Uno, Raccontami. Sempre nel 2008 è tra i protagonisti di Romanzo criminale - La serie, regia di Stefano Sollima, nella quale interpreta il ruolo di Fierolocchio, uno dei componenti della Banda della Magliana.
Enrico Oldoini lo sceglie per il suo film I mostri oggi (2009). 
Nel 2011 è il protagonista del film Almeno tu nell'universo di Andrea Biglione e partecipa alla sitcom per la Rai E-Band.
È uno degli autori della trasmissione radiofonica Voice Anatomy, su Radio24.

## Teatrografia
- Santa Maria del pallone, regia di Pietro Bontempo (2004-2007)
- L'ultima notte, regia di Alessandro Prete (2006-2007)
- Piccoli equivoci, regia di Claudio Bigagli (2010-2012)

## Filmografia

### Cinema
- La prima volta, regia di Massimo Martella (1999)
- La verità vi prego sull'amore, regia di Francesco Apolloni (2001)
- Fate come noi, regia di Francesco Apolloni (2004)
- Tre metri sopra il cielo, regia di Luca Lucini (2004)
- Ho voglia di te, regia di Luis Prieto (2007)
- I mostri oggi, regia di Enrico Oldoini (2009)
- L'ultimo ultras, regia di Stefano Calvagna (2009)
- Almeno tu nell'universo, regia di Andrea Biglione (2011)
- Buona giornata, regia di Carlo Vanzina (2012)
- L'abbiamo fatta grossa, regia di Carlo Verdone (2016)

### Televisione
- Caro domani, regia di Mariantonia Avati (1999)
- Distretto di Polizia 2, regia Antonello Grimaldi – serie TV, episodio 2x07 (2001)
- Diritto di difesa, regia di Pierfrancesco Lazotti e Donatella Maiorca - serie TV (2004)
- Con le unghie e con i denti, regia di Pier Francesco Pingitore (2004)
- Carabinieri - Sotto copertura, regia di Raffaele Mertes (2005)
- Ma chi l'avrebbe mai detto, regia Giuliana Gamba e Alessio Inturri (2006)
- Raccontami, regia di Tiziana Aristarco e Riccardo Donna (2006)
- L'amore e la guerra, regia di Giacomo Campiotti (2007)
- Raccontami - Capitolo II, regia di Tiziana Aristarco e Riccardo Donna - serie TV (2008)
- Romanzo criminale - La serie, regia di Stefano Sollima - serie TV (2008-2010)
- Super G, regia di Daniele Prato (2011)
- E-Band, regia di Yuri Rossi (2011)
- Futuristici, regia di Daniele Prato (2015)
- Rimbocchiamoci le maniche, regia di Stefano Reali (2016)
- Nero a metà, regia di Marco Pontecorvo - serie TV, episodio 1x05 (2018)

### Webseries
- Super G – webserie, 8 episodi (2011)
- Il bastardo innocente – webserie, 10 episodi (2013)

### Cortometraggi
- AKA, regia di David Pietrucci (2012)
- Disparo, regia di Giuseppe Blasi (2004)
- Wer die alte strasse - Chi lascia la strada vecchia per la nuova..., regia di Mauro Meconi (2005)
- Violent Loop, regia di Mauro Meconi (2007)